# My-Tv
My-Tv è stato un canale televisivo tematico italiano con sede a Milano e Roma che trasmetteva in streaming attraverso internet. Considerata la prima web tv nata in Italia, My-Tv era dedicata principalmente all'informazione, alla musica, allo spettacolo, e alle nuove tendenze metropolitane.

## Storia
Fondata a Milano nell'estate del 2000 da un gruppo di soci (Salvo Mizzi, Benedetto Habib, Ambrogio Lo Giudice, Francesco Bruti, e Luca Tognoli) grazie all'investimento finanziario di importanti leader del mercato editoriale, da RCS ad Hdp, My-Tv nasce dall'intuito di Salvo Mizzi, già direttore creativo di una delle principali agenzie di pubblicità internazionali, la Young & Rubicam. My-Tv debutta il 9 novembre 2000 ottenendo subito ottimi risultati, con 600.000 visitatori al mese, 500.000 utenti unici. Ma la vera notorietà arriva un anno più tardi con il primo caso di viral marketing italiano, il celebre cartoon di Gino il Pollo "Tu vuo' fa' o' Talebano", di Andrea Zingoni e Joshua Held, parodia della nota canzone di Renato Carosone "Tu vuo' fa' l'americano", scaricato da un milione e mezzo di utenti unici in quindici giorni. Primo direttore artistico della web-tv è stato il noto cantautore Lucio Dalla. Il canale è stato chiuso nel gennaio 2007 e la società è stata venduta al Gruppo Sitcom.

## La programmazione
La programmazione di My-Tv era divisa principalmente in sei canali tematici: il canale News, il canale Showbiz, il canale Music, il canale metropolitano Citylife, il canale Up2you e il canale GinoTV dedicato al personaggio animato del pennuto Gino. Tra i programmi si segnalano Come tu mi vuoi di Gianni Canova, Bergonzoni di Alessandro Bergonzoni, Il Re della Tv con Mike Bongiorno, Eva contro Henger con Éva Henger. Per quanto riguarda l'informazione, a partire dal 2001, a cadenza quotidiana, venne prodotto il GinoTg, considerato il primo telegiornale on-line. My-tv produceva, inoltre, uno dei primi telegiornali economico finanziari via internet, il Tg Finance, per conto di Hdp Net.

## Programmi
| - Bergonzoni - Calci in Faccia - Califfo - Citylife - Come tu mi vuoi - Cucina Ginese - Eva contro Henger - GinoCartoon - GinoEducational - Gino il Pollo: Perso nella Rete - GinoTg - GinoWeekend - Giovedì... Gnocchi - Le Ricette di Arturo e Kiwi - Maschere - Marchere campionato - My Casting | - My-reporter - My-tv music team - My-tv Web Movies (in collaborazione con Fandango) - Money never sleeps - Mosca Bar - Night girls - Poetino - Rete - Roadcast - Scritte - Super Duets - Videogoal - Wolf live - Wonderland Symphonies - Up2you |

## Personaggi e conduttori
- Aleid Ford
- Gino il Pollo
- Natalino Balasso
- Mike Bongiorno
- Gianni Canova
- Claudio Cingoli
- Roberto D'Agostino
- Éva Henger
- Arturo
- Kiwi